# مؤمن‌آباد (ازنا)
مؤمن‌آباد شهری است در استان لرستان در بیست کیلومتری شهرستان ازنا واقع شده است؛ که مردم محلی آن را «مأمون» می‌خوانند. جمعیت این شهر در سال ۱۳۹۵، برابر با ۱٬۸۲۱ نفر بوده است که به زبان لری ثلاثی و لری بختیاری تکلم می‌کنند. این شهر مرکز بخش جاپلق از توابع شهرستان ازنا است و از سردسیرات عشایر ایل بختیاری است.